# Stašo
Stašo je moško osebno ime.

## Izvor imena
Ime Stašo je različica moškega osebnega imena Staš.

## Pogostost imena
Po podatkih Statističnega urada Republike Slovenije je bilo na dan 31. decembra 2007 v Sloveniji število moških oseb z imenom Stašo: 16.

## Osebni praznik
Osebe z imenom Stašo lahko godujejo takrat kot osebe z imenom Staš.